# Xenoglena
Xenoglena — род жесткокрылых насекомых семейства темнотелок.

## Описание
Лоб без бороздки. Переднеспинка не переднем крае глубоко выемчатая, её передние углы острые.

## Систематика
В составе рода:
- Xenoglena quadrisignata
- Xenoglena yunnanensis